# Cienfuegosia affinis
Cienfuegosia affinis là một loài thực vật có hoa trong họ Cẩm quỳ. Loài này được (Kunth) Hochr. mô tả khoa học đầu tiên năm 1902.